# Brouwerij Yerevan
Brouwerij Yerevan is een Armeense brouwerij in Jerevan.

## Geschiedenis
De brouwerij werd opgericht in 1952 en omgevormd tot een naamloze vennootschap in 1997.
Brouwerij Yerevan heeft het grootste marktaandeel in het land, met het bier Kilikia als vlaggenschip. De brouwerij produceert behalve 12 soorten bier ook 10 soorten fruitsappen, 13 soorten softdrinks en "Louzinian" mineraalwater. Sinds 1999 worden hun producten geëxporteerd onder andere naar de Verenigde Staten, Frankrijk, Polen, Singapore, Maleisië, Georgië en Rusland. Cijfers van 2013 spreken van een export van meer dan 20% naar Rusland.

## Bieren
- Kilikia, reeks lagers
- Hayer, blond, 4,9%
- 1952, blond, 4,8%